# Fano (Italie)
Pour les articles homonymes, voir Fano.
Fano est une ville italienne de la province de Pesaro et Urbino, dans la région Marches, en Italie centrale. En 2019, elle comptait environ 60 700 habitants.

## Géographie
Fano se situe au centre de l'Italie, au bord de l'Adriatique, à environ 50 km de Rimini, à proximité de Pesaro (environ 12 km) et au sud-est de San Marino.
Elle se trouve au point où la Via Flaminia rejoint l'Adriatique.
C'est la troisième ville de la région des Marches pour le nombre d'habitants après Ancône et Pesaro.
À l'embouchure du Metauro, au pied des collines, en face de la mer Adriatique, le port de Fano, déjà actif dans l'Antiquité, reconstruit en 1616 et agrandi au XIXe siècle, divise le littoral en deux parties : la plage de la Sassonia (Saxe), à l'est et le Lido à l'ouest.

## Histoire

### Antiquité
La première trace de Fano, ou « Fanum Fortunae » comme elle s'appelait à l'époque, se trouve dans le De Bello civile de Jules César. 
En effet, après avoir traversé le Rubicon le 10 janvier 49 av. J.-C., César fait occuper par deux cohortes les villes de Pesaurum et Fanum Fortunae.
Ensuite, Auguste y implanta une colonie qui prit le nom de Colonia Julia Fanestris, la faisant entourer par des murs, dont une partie est encore visibles de nos jours. En particulier, la porte principale de la ville située sur l'axe (Via Flaminia) conduisant à Rome est très bien conservée et est abusivement prise pour un arc de triomphe. 
Vitruve (Marcus Vitruvius Pollio) nous apprend qu'il y avait, sous le règne d'Auguste, un temple en son honneur et un temple dédié à Jupiter, ainsi qu'une basilique dont il était lui-même l'architecte. 
C'est donc cette petite ville romaine qui devient bien plus tard la ville de pêcheurs de Fano moderne.
En 271, l’empereur Aurélien vainc les Alamans dans les environs de Fanum Fortunae.

### Moyen-âge
Détruite par les Ostrogoths en 538, Fano fut rebâtie par les Byzantins, qui en firent la capitale d'une province maritime qu'ils nommèrent Pentapolis (« les cinq cités »), qui incluait également Rimini, Pesaro, Senigallia et Ancône.
Fortunat de Fano (VIe siècle) y fut évêque. Il est fêté le 8 juin.

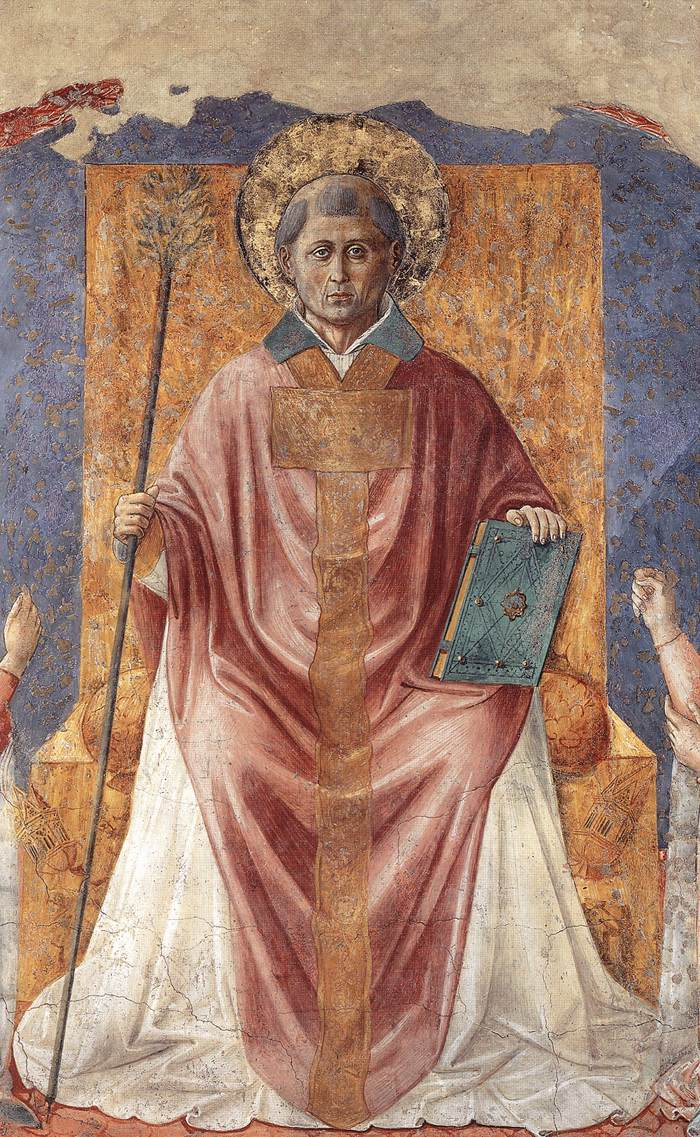
Saint Fortunat en trône, 1450, Monastère San Fortunato, Montefalco.

En 754, elle fut donnée aux papes par les rois francs.

### Haut Moyen-âge et Renaissance
Tout au long des XIIIe et XIVe siècles, Fano dut s'intégrer à des « ligues communales », alliances politiques entre les communes marchisanes, pour préserver leur indépendance. Ainsi, en 1201, les quatre cités de Fano, Osimo, Jesi et Fermo - les plus puissantes des Marches après Ancône - s’allièrent contre cette dernière, qui, de son côté, avait proposé sa protection aux communes alliées - toutes les communautés voisines de second rang et les autres ports (Pesaro, Senigallia) - pour contrecarrer l’expansion d’Osimo ou de Fermo.
Fief de la famille Malatesta, seigneurs de Rimini, aux XIVe et XVe siècles, Fano s'est enrichie à leur initiative d'un ensemble de monuments de style Renaissance : la Rocca Malatestiana, le palais Malatesta ; pinacothèque.

### Époque Moderne
Le 28 avril 1815, c’est du palais Marcolini (qui fut transformé en institut d'art), à Fano, que Murat essaya de soulever les habitants, peu avant sa défaite à Tolentino.

## Administration
| Période                                  | Période     | Identité        | Étiquette     | Qualité |
| ---------------------------------------- | ----------- | --------------- | ------------- | ------- |
| 28 juin 2004                             | 7 juin 2009 | Stefano Aguzzi  | centre-droit  |         |
| 8 juin 2009                              | 8 juin 2014 | Stefano Aguzzi  | centre-droit  |         |
| 9 juin 2014                              | 9 juin 2019 | Massimo Seri    | centre-gauche |         |
| 10 juin 2019                             | 9 juin 2024 | Massimo Seri    | centre-gauche |         |
| 10 juin 2024                             | En cours    | Luca Serfilippi | droit         |         |
| Les données manquantes sont à compléter. |             |                 |               |         |

### Hameaux
Bellocchi, Camminate, Carignano, Carrara, Centinarola, Cuccurano, Fenile, Magliano, Marotta di Fano, Metaurillia, Ponte Sasso, Roncosambaccio, Rosciano.

### Communes limitrophes
Cartoceto, Mombaroccio, Mondolfo, Pesaro, San Costanzo, Terre Roveresche.

## Jumelage
- Rastatt (Allemagne)
- Saint-Ouen-l'Aumône (France)
- St Albans (Royaume-Uni)

## Monuments
Fano est riche en témoignages de la Fanum Fortunae romaine, à commencer par l'arc d'Auguste - symbole depuis toujours de la ville - et par les murs entrecoupés de tours. Mais aussi à chaque époque successive, les habitants de Fano ont enrichi leur ville de nombreux édifices, qui témoignent de la richesse culturelle de la ville :
- Arc d'Auguste  datant de l'an 9 av.J-C.
- Cathédrale Notre-Dame de l'Assomption du XIIe siècle ;
- Église San Francesco fondée en 1255
- Chiesa di Santa Maria Nuova datant de la fin du XVe siècle ;
- Loggia Malatestiana, majestueuse forteresse construite vers le milieu du XVe siècle ;
- Bastion de Sangallo construit au XVIe siècle pour défendre la ville contre les pirates ;
- l'église baroque de San Pietro in Valle consacrée en 1617
- la fontaine de la Fortune édifiée au XVIe siècle ;
- le théâtre de la Fortune, édifié au XIXe siècle ;
- la basilique de San Paterniano édifiée au XVIe siècle et dédiée au patron de Fano.

## Culture
- Plusieurs festivals de renommée internationale sont organisés chaque année à Fano :
  - Rassegna Lirica Torelliana, festival de musique classique, pendant tout le mois de juillet ;
  - Fano Jazz by the Sea, festival de jazz, à la fin du mois de juillet ;
  - Fano International Film Festival, au mois d'octobre, une des plus importantes manifestations pour la présentation et la promotion de courts ou moyens-métrages, lieu de rencontre pour le cinéma indépendant, italien et étranger.
- Chaque année, à Fano, se déroule à l'époque du Mardi gras, le Carnevale di Fano, un carnaval qui serait le plus ancien d'Italie, puisque son origine remonterait à l'année 1347.
- Le brodetto di pesce alla Fanese, à l’origine soupe de pêcheurs, est un plat de poisson typique de la région[3].

### Sport
La ville dispose de son propre stade, le stade Raffaele Mancini, dans lequel évolue la principale équipe de football de la ville, l'Alma Juventus Fano 1906.

## Personnalités
- Épitaphe d'un soldatde la VIII Auguste retrouvée à Svisto, site du camp légionnaire de Novae (Bulgarie) et actuellement  conservée au Musée archéologique de Sofia. Publics Farfinias Severus était cornicen c'est-à-dire musicien de la légion. C'était un italien originaire de  Faim Fortunae(AE 1914, 93; AE 1919, 79;IGL Nov.,81

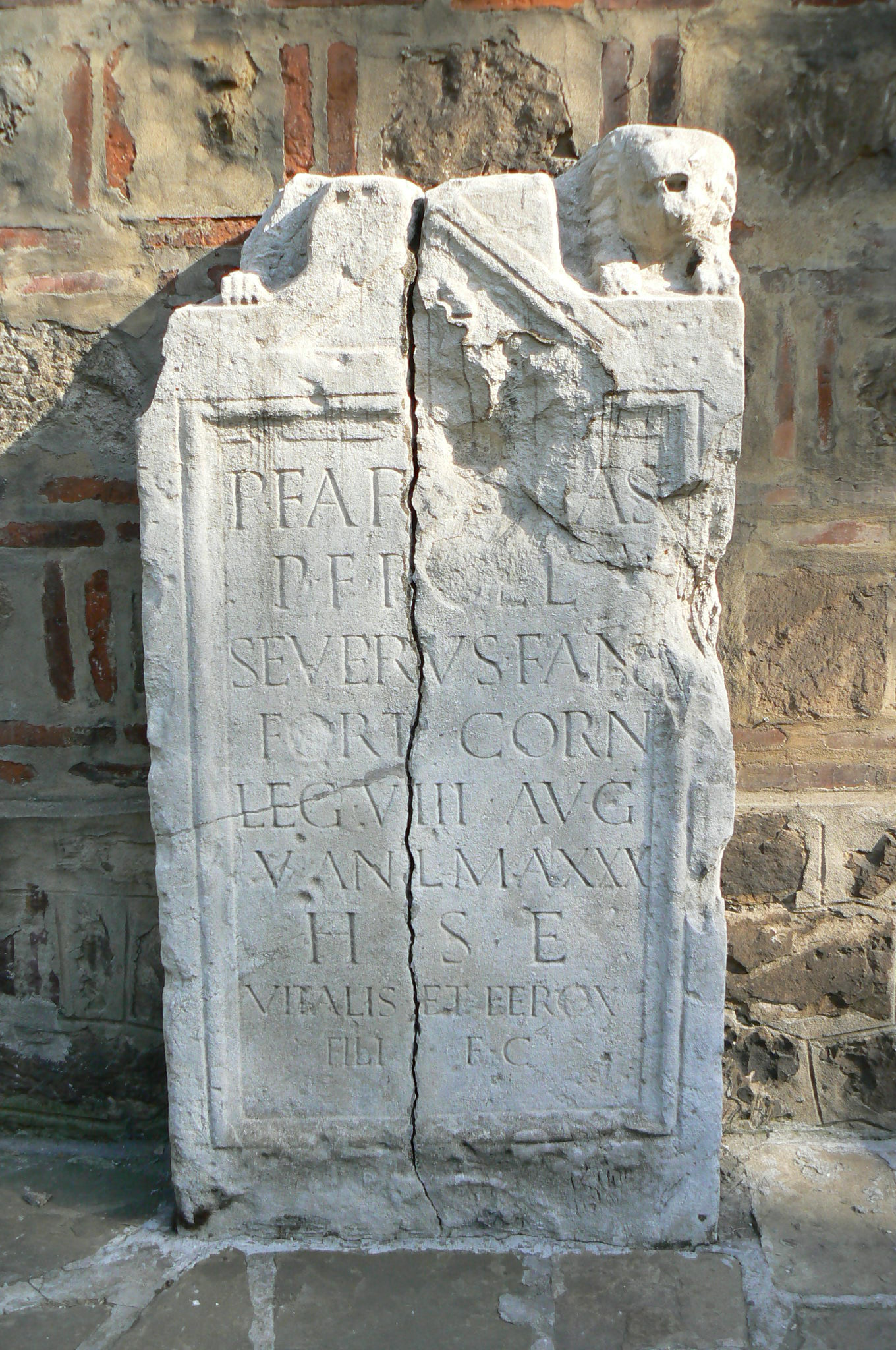
Épitaphe d'un soldatde la VIII Auguste retrouvée à Svisto, site du camp légionnaire de Novae (Bulgarie) et actuellement conservée au Musée archéologique de Sofia. Publics Farfinias Severus était cornicen c'est-à-dire musicien de la légion. C'était un italien originaire de Faim Fortunae(;IGL Nov.,81

- Originaire de Fanun Fortunae, le cornicen (musicien de la légion) Publius Farfinias Severus de la Legio VIII Augusta a son mausolée au Musée de Sofia.
- Au cours de son voyage en Italie, en 1580-1581, Michel de Montaigne est passé à Fano. Voici ce qu'écrit dans son journal de voyage, le philosophe à propos de cette visite :

« Petite ville en une bele & très-fertile pleine, jouignant la mer, assés mal bastie, bien close. Nous y fumes très-bien tretés de pein, de vin & de poisson ; le logis n'y vaut guière. Ell'a cela sur les autres villes de cete coste, comme Senigaglia, Pesaro & autres, qu'elle a abondance d'eaus douces, plusieurs fontenes publiques & puis particulières, là où les autres ont à chercher leur eau jusqu'à la montaigne. Nous y vismes un grand arc antien, où il y a un'inscription sous le nom d'Auguste, qui muros dederat. Elle s'apelloit Fanum & étoit Fanum Fortunae... »

- Au cours de ses voyages dans la péninsule italienne, le pape Jean-Paul II est venu à Fano le 12 août 1984. Il y a célébré une « messe pour les pêcheurs et les gens de mer »[5].
- Franco Trappoli, maire de 1980 à 1983 et député socialiste. Premier membre de la Chambre des députés de religion bouddhiste.
- Federico Seneca (1891-1976), dessinateur, affichiste et publiciste né à Fano. Il a réalisé en 1912 les premières affiches publicitaires pour la station balnéaire.

## Nés à Fano
- 1536 : Clément VIII (Ippolito Aldobrandini) († 1605), pape de 1592 à 1605
- 1608 : Giacomo Torelli, peintre, ingénieur, scénographe (1er/9/1608-17/6/1678)
- 1739 : Comte Camillo Marcolini (mort en 1814), ministre de Saxe et directeur de la manufacture de porcelaine de Meissen
- 1744 :  Gaetano Brunetti († 1798), compositeur et violoniste à la cour d'Espagne
- 1880 : Bruno Barilli († 1952), compositeur, critique musical et écrivain
- 1890 : Giuseppe Agostini († 1971), compositeur et chef d'orchestre naturalisé canadien
- 1899 : Fabio Tombari, écrivain
- 1913 : Lucio Agostini († 1996), compositeur et chef d'orchestre naturalisé canadien
- 1915 : Enzo Omiccioli († 1942), as de l'aviation
- 1920 : Walter Omiccioli, frère d’Enzo, as de l'aviation
- 1941 : Giovanni Tonucci, archevêque catholique italien, prélat de la Sainte Maison de Lorette depuis 2007
- 1942 : Marcello Diotallevi, artiste contemporain
- 1965 : Mauro Santini, photographe et vidéaste